# Río Valdemembra
El río Valdemembra es un río del este de la península ibérica, afluente del río Júcar, que discurre por la comarca de la Manchuela, en Castilla-La Mancha (España).

## Curso
Nace en Solera de Gabaldón (provincia de Cuenca) y desemboca en Mahora (provincia de Albacete). Atraviesa las localidades de Almodóvar del Pinar, Gabaldon, Motilla del Palancar, El Peral, Villanueva de la Jara, Quintanar del Rey y Tarazona de la Mancha.